# Irena Brabcová
Irena Brabcová (* 9. července 1958 Zlín) je česká vodohospodářská inženýrka a komunální politička. Mezi lety 2006 a 2022 byla starostkou Napajedel.

## Život
Narodila se sice ve Zlíně, ale od útlého dětství žije v Napajedlích. Vychodila zde mezi roky 1964 až 1973 základní devítiletou školu, po které pokračovala v letech 1973 až 1977 na zlínské Střední průmyslové škole stavební. Poté, od roku 1985 studovala na Stavební fakultě Vysokého učení technického v Brně (FAST VUT), kde se věnovala oboru vodohospodářských staveb. Vysokoškolské vzdělávání úspěšně dokončila roku 1991 a dva roky poté získala autorizaci pro obor vodohospodářských staveb.
Od roku 1980 pracovala ve Stavoprojektu Gottwaldov, jak se tehdy Zlín jmenoval, a posléze po jeho přejmenování ve Stavoprojektu Zlín. Skončila zde roku 2002, kdy se stala místostarostkou Napajedel, když se dostala do městského zastupitelstva na kandidátce Napajedelského fóra. O čtyři roky později (2006) vedla uskupení do komunálních voleb jako jeho lídryně. Získali sedm křesel, třetinu v městském zastupitelstvu, a Brabcová se stala starostkou města. V čele města zůstala i po volbách v roce 2010, 2014 a rovněž 2018.